# Xã Becker, Quận Roberts, South Dakota
Xã Becker (tiếng Anh: Becker Township) là một xã thuộc quận Roberts, tiểu bang Nam Dakota, Hoa Kỳ. Năm 2010, dân số của xã này là 109 người.